# Levanger Fotballklubb 2015
Questa voce raccoglie le informazioni riguardanti il Levanger Fotballklubb nelle competizioni ufficiali della stagione 2015.

## Stagione
A seguito della vittoria del gruppo 2 del campionato 2014, il Levanger è stato promosso nella 1. divisjon, secondo livello calcistico locale. La squadra ha chiuso il campionato al 9º posto, mentre l'avventura nel Norgesmesterskapet 2015 è terminata al terzo turno, con l'eliminazione per mano del Rosenborg.
Il calciatore più utilizzato in stagione è stato Bendik Bye a quota 32 presenze, di cui 30 in campionato e 2 in coppa. È stato anche il miglior marcatore stagionale con 17 reti, divise in 15 in campionato e 2 in coppa.

## Maglie e sponsor
Lo sponsor tecnico per la stagione 2015 è stato Macron, mentre lo sponsor ufficiale è stato Boligbyggelaget TOBB. La divisa casalinga era composta da una maglia bianca con rifiniture rosse, con pantaloncini e calzettoni rossi. Quella da trasferta era totalmente di colore nero, con due righe orizzontali bianche e rosse sulla parte superiore della maglia.
| Casa | Trasferta |

## Rosa
| N. |                     | Ruolo | Calciatore            |
| -- | ------------------- | ----- | --------------------- |
| 1  | Norvegia (bandiera) | P     | Ola Rygg              |
| 2  | Spagna (bandiera)   | D     | Victor Díaz Barrera   |
| 3  | Norvegia (bandiera) | D     | Tom Erik Nordberg     |
| 4  | Norvegia (bandiera) | D     | Lars Emil Johannessen |
| 5  | Svezia (bandiera)   | D     | Rikard Nilsson        |
| 6  | Svezia (bandiera)   | C     | Andreas Petersson     |
| 7  | Norvegia (bandiera) | A     | Georg Flatgård        |
| 7  | Norvegia (bandiera) | C     | Andreas Skeie         |
| 8  | Norvegia (bandiera) | C     | Simen Raaen Sandmæl   |
| 9  | Norvegia (bandiera) | A     | Benjamin Stokke       |
| 10 | Norvegia (bandiera) | D     | Fredrik Sunde         |
| 11 | Norvegia (bandiera) | A     | Bendik Bye            |
| 12 | Norvegia (bandiera) | P     | Jacob Storevik        |
| 12 | Norvegia (bandiera) | P     | Ronny Dypvik          |

| N. |                     | Ruolo | Calciatore              |
| -- | ------------------- | ----- | ----------------------- |
| 13 | Fær Øer (bandiera)  | C     | Kaj Leo í Bartalsstovu  |
| 14 | Norvegia (bandiera) | D     | Erik Skeie              |
| 15 | Norvegia (bandiera) | C     | Henrik Kjeldsen Dahlen  |
| 16 | Norvegia (bandiera) | C     | Ørjan Hopen             |
| 17 | Norvegia (bandiera) | C     | Ivar Sollie Rønning     |
| 18 | Norvegia (bandiera) | A     | Vegard Braaten          |
| 19 | Norvegia (bandiera) | D     | Espen Hammer Berger     |
| 20 | Norvegia (bandiera) | C     | Daniel Stensland        |
| 21 | Svezia (bandiera)   | C     | Mathias Carlsson        |
| 22 | Norvegia (bandiera) | A     | Tobias Oliver Luvenberg |
| 23 | Spagna (bandiera)   | C     | Adrià Mateo López       |
| 24 | Norvegia (bandiera) | A     | Andreas Lykke Strand    |
| 25 | Norvegia (bandiera) | C     | Bent Sørmo              |
| 26 | Norvegia (bandiera) | D     | Per Verner Rønning      |

## Calciomercato

### Sessione invernale(dal 01/01 al 31/03)
| Arrivi | Arrivi             | Arrivi     | Arrivi     |
| R.     | Nome               | da         | Modalità   |
| ------ | ------------------ | ---------- | ---------- |
| D      | Per Verner Rønning | Rosenborg  | prestito   |
| C      | Ørjan Hopen        | Sogndal    | definitivo |
| C      | Bent Sørmo         | Rosenborg  | prestito   |
| A      | Vegard Braaten     | Bodø/Glimt | definitivo |
| A      | Bendik Bye         |            | svincolato |

| Partenze | Partenze      | Partenze | Partenze   |
| R.       | Nome          | a        | Modalità   |
| -------- | ------------- | -------- | ---------- |
| C        | Martin Einvik |          | svincolato |

### Tra le due sessioni
| Arrivi | Arrivi | Arrivi | Arrivi   |
| R.     | Nome   | da     | Modalità |
| ------ | ------ | ------ | -------- |

| Partenze | Partenze      | Partenze | Partenze   |
| R.       | Nome          | a        | Modalità   |
| -------- | ------------- | -------- | ---------- |
| C        | Andreas Skeie | Rørvik   | definitivo |

### Sessione estiva(dal 22/07 al 15/08)
| Arrivi | Arrivi         | Arrivi    | Arrivi     |
| R.     | Nome           | da        | Modalità   |
| ------ | -------------- | --------- | ---------- |
| P      | Jacob Storevik | Rosenborg | definitivo |
| A      | Georg Flatgård | Rødde     | definitivo |

| Partenze | Partenze | Partenze | Partenze |
| R.       | Nome     | a        | Modalità |
| -------- | -------- | -------- | -------- |

## Risultati

### 1. divisjon

#### Girone di andata
| Arbitro: | Gya |

|                                                                          |           |  |
| Lerpold 14’ Sørmo 38’ (aut.) Gravdal 39’ Nilsson 80’ (aut.) Soltvedt 90’ | Marcatori |  |

| Arbitro: | Hagenes |

|  |           |                        |
|  | Marcatori | 51’ Agdestein 66’ Berg |

| Arbitro: | Hansen (Feda) |

|                                    |           |                             |
| Shaswari 38’ Kjelsrud Johansen 59’ | Marcatori | 80’ López 84’ (rig.) Stokke |

| Levanger 26 aprile 2015, ore 18:00 4ª giornata | Levanger | 0 – 0 referto | Sandnes Ulf | Moan Kunstgress (931 spett.)\| Arbitro: \| Eskås \| |
| Arbitro:                                       | Eskås    |               |             |                                                     |

| Arbitro: | Borgersen (Oslo) |

|            |           |                                   |
| Strand 59’ | Marcatori | 7’, 58’ Bye 27’ Johannessen Flakk |

| Arbitro: | Tennøy |

|                               |           |                 |
| Braaten 17’ López 52’ Bye 60’ | Marcatori | 59’ Ruud Tveter |

| Arbitro: | Hauge |

|                                        |           |                                 |
| El Masrouri 35’ Alba 42’ Benmoussa 60’ | Marcatori | 56’ Stensland 69’ Raaen Sandmæl |

| Levanger 13 maggio 2015, ore 18:00 8ª giornata | Levanger | 0 – 0 referto | Hødd | Moan Kunstgress (424 spett.)\| Arbitro: \| Saggi \| |
| Arbitro:                                       | Saggi    |               |      |                                                     |

| Arbitro: | Gya |

|                        |           |         |
| Ramsland 37’ Aasen 86’ | Marcatori | 66’ Bye |

| Arbitro: | Hansen (Feda) |

|                                        |           |               |
| López 21’ Bye 28’ Hopen 47’ Stokke 63’ | Marcatori | 87’ Huseklepp |

| Arbitro: | Haugen |

|                                    |           |                              |
| Omoijuanfo 10’, 36’, 53’ Myhre 78’ | Marcatori | 42’ Stokke 90’ Raaen Sandmæl |

| Arbitro: | Steen |

|  |           |                 |
|  | Marcatori | 32’ (aut.) Rygg |

| Arbitro: | Ahlsen |

|                                                        |           |                    |
| Skartun 17’ Khattab 27’ Vevatne 60’ Rønning 79’ (rig.) | Marcatori | 32’ í Bartalsstovu |

| Arbitro: | Hauge |

|            |           |          |
| Stokke 50’ | Marcatori | 2’ Stene |

| Arbitro: | Jonsson Trædal |

|                    |           |           |
| J. Hammersland 72’ | Marcatori | 51’ López |

#### Girone di ritorno
| Arbitro: | Moen |

|                                         |           |             |
| Braaten 4’, 18’ Hopen 66’ (rig.), rig.’ | Marcatori | 56’ Straith |

| Arbitro: | Eskås |

|             |           |  |
| Karadas 75’ | Marcatori |  |

| Arbitro: | Kristiansen Toppe |

|           |           |                                            |
| López 90’ | Marcatori | 21’ Lind 72’, 85’ Omoijuanfo 86’ Edvardsen |

| Arbitro: | Haugen |

|                                                  |           |           |
| Raaen Sandmæl 6’ Bye 44’ Stokke 49’ Nordberg 84’ | Marcatori | 43’ Aalbu |

| Arbitro: | Ahlsen |

|  |           |                                           |
|  | Marcatori | 14’, 69’ Bye 47’ í Bartalsstovu 58’ Hopen |

| Arbitro: | Gjermshus |

|  |           |                           |
|  | Marcatori | 71’, 90’ Zhubi 81’ Sosseh |

| Arbitro: | Tennøy |

|                            |           |            |
| Sivertsen 24’ Shaswari 61’ | Marcatori | 12’ Stokke |

| Arbitro: | Hansen (Feda) |

|  |           |             |
|  | Marcatori | 30’ Schulze |

| Arbitro: | Tennøy |

|                                      |           |  |
| Petersson 15’ (aut.) Beugré 81’, 85’ | Marcatori |  |

| Arbitro: | Moen |

|                    |           |                                  |
| Bye 50’ Stokke 90’ | Marcatori | 29’ Leikvoll Moberg 60’ Soltvedt |

| Arbitro: | Hauge |

|                                     |           |                        |
| Stene 39’ Øwre Gjertsen 53’ Aas 90’ | Marcatori | 26’ Nordberg 75’ Hopen |

| Levanger 11 ottobre 2015, ore 15:00 27ª giornata | Levanger  | 1 – 0 referto | Bryne | Moan Kunstgress (492 spett.) |
| \| \| \| \| \| Bye 69’ \| Marcatori \| \|        |           |               |       |                              |
|                                                  |           |               |       |                              |
| Bye 69’                                          | Marcatori |               |       |                              |

| Arbitro: | Saggi |

|                                  |           |                                        |
| Eriksen 19’ Berget Skjølsvik 61’ | Marcatori | 45’ Flatgård 78’ Bye 90’ (aut.) Kryger |

| Arbitro: | Gya |

|            |           |                    |
| Sereba 29’ | Marcatori | 51’ Bye 55’ Stokke |

| Arbitro: | Hauge |

|                                    |           |            |
| Bye 7’, 63’ Braaten 36’ Stokke 40’ | Marcatori | 82’ Strand |

### Norgesmesterskapet
| Arbitro: | Aune |

|  |           |                                                      |
|  | Marcatori | 8’, 52’ Bye 23’ Sollie Rønning 49’, 89’ Díaz Barrera |

| Arbitro: | Haugen Lyng |

|                    |           |                                       |
| Rønning 87’ (aut.) | Marcatori | 65’ Luvenberg 100’, 113’, 119’ Stokke |

| Arbitro: | Johansen (Brevik) |

|  |           |                                                                   |
|  | Marcatori | 4’ Nielsen 9’, 60’, 82’ (rig.) Helland 15’, 20’, 76’ (rig.) Malec |

## Statistiche

### Statistiche di squadra
| Competizione       | Punti | In casa | In casa | In casa | In casa | In casa | In casa | In trasferta | In trasferta | In trasferta | In trasferta | In trasferta | In trasferta | Totale | Totale | Totale | Totale | Totale | Totale | DR |
| Competizione       | Punti | G       | V       | N       | P       | Gf      | Gs      | G            | V            | N            | P            | Gf           | Gs           | G      | V      | N      | P      | Gf     | Gs     | DR |
| ------------------ | ----- | ------- | ------- | ------- | ------- | ------- | ------- | ------------ | ------------ | ------------ | ------------ | ------------ | ------------ | ------ | ------ | ------ | ------ | ------ | ------ | -- |
| 1. divisjon        | 36    | 15      | 6       | 4       | 5       | 24      | 19      | 15           | 4            | 2            | 9            | 24           | 34           | 30     | 10     | 6      | 14     | 48     | 53     | -5 |
| Norgesmesterskapet | -     | 1       | 0       | 0       | 1       | 0       | 7       | 2            | 2            | 0            | 0            | 9            | 1            | 3      | 2      | 0      | 1      | 9      | 8      | +1 |
| Totale             | -     | 16      | 6       | 4       | 6       | 24      | 26      | 17           | 6            | 2            | 9            | 33           | 35           | 33     | 12     | 6      | 15     | 57     | 61     | -4 |

### Statistiche dei giocatori
| Giocatore          | 1. divisjon | 1. divisjon | 1. divisjon | 1. divisjon | Norgesmesterskapet | Norgesmesterskapet | Norgesmesterskapet | Norgesmesterskapet | Coppe europee | Coppe europee | Coppe europee | Coppe europee | Altre coppe | Altre coppe | Altre coppe | Altre coppe | Totale   | Totale | Totale      | Totale     |
| Giocatore          | Presenze    | Reti        | Ammonizioni | Espulsioni  | Presenze           | Reti               | Ammonizioni        | Espulsioni         | Presenze      | Reti          | Ammonizioni   | Espulsioni    | Presenze    | Reti        | Ammonizioni | Espulsioni  | Presenze | Reti   | Ammonizioni | Espulsioni |
| ------------------ | ----------- | ----------- | ----------- | ----------- | ------------------ | ------------------ | ------------------ | ------------------ | ------------- | ------------- | ------------- | ------------- | ----------- | ----------- | ----------- | ----------- | -------- | ------ | ----------- | ---------- |
| V. Braaten         | 20          | 3           | 2           | 0           | 1                  | 0                  | 0                  | 0                  |               |               |               |               |             |             |             |             | 21       | 3      | 2           | 0          |
| B. Bye             | 30          | 15          | 1           | 0           | 2                  | 2                  | 0                  | 0                  |               |               |               |               |             |             |             |             | 32       | 17     | 1           | 0          |
| M. Carlsson        | 0           | 0           | 0           | 0           | 0                  | 0                  | 0                  | 0                  |               |               |               |               |             |             |             |             | 0        | 0      | 0           | 0          |
| V. Díaz Barrera    | 0           | 0           | 0           | 0           | 2                  | 1                  | 0                  | 0                  |               |               |               |               |             |             |             |             | 2        | 1      | 0           | 0          |
| R. Dypvik          | 0           | -0          | 0           | 0           | 1                  | -1                 | 1                  | 0                  |               |               |               |               |             |             |             |             | 1        | -1     | 1           | 0          |
| G. Flatgård        | 9           | 1           | 0           | 0           | -                  | -                  | -                  | -                  |               |               |               |               |             |             |             |             | 9        | 1      | 0           | 0          |
| E. Flø Gustad      | 1           | 0           | 0           | 0           | 0                  | 0                  | 0                  | 0                  |               |               |               |               |             |             |             |             | 1        | 0      | 0           | 0          |
| E. Hammer Berger   | 24          | 0           | 1           | 0           | 2                  | 0                  | 0                  | 0                  |               |               |               |               |             |             |             |             | 26       | 0      | 1           | 0          |
| Ø. Hopen           | 26          | 5           | 6           | 1           | 3                  | 0                  | 0                  | 0                  |               |               |               |               |             |             |             |             | 29       | 5      | 6           | 1          |
| K. í Bartalsstovu  | 18          | 2           | 1           | 0           | 2                  | 0                  | 0                  | 0                  |               |               |               |               |             |             |             |             | 20       | 2      | 1           | 0          |
| L. Johannessen     | 9           | 1           | 3           | 0           | 2                  | 0                  | 0                  | 0                  |               |               |               |               |             |             |             |             | 11       | 1      | 3           | 0          |
| H. Kjeldsen Dahlen | 0           | 0           | 0           | 0           | 0                  | 0                  | 0                  | 0                  |               |               |               |               |             |             |             |             | 0        | 0      | 0           | 0          |
| A. López           | 27          | 5           | 5           | 0           | 2                  | 0                  | 0                  | 0                  |               |               |               |               |             |             |             |             | 29       | 5      | 5           | 0          |
| T. Luvenberg       | 6           | 0           | 0           | 0           | 3                  | 1                  | 0                  | 0                  |               |               |               |               |             |             |             |             | 9        | 1      | 0           | 0          |
| A. Lykke Strand    | 0           | 0           | 0           | 0           | 0                  | 0                  | 0                  | 0                  |               |               |               |               |             |             |             |             | 0        | 0      | 0           | 0          |
| R. Nilsson         | 27          | 0           | 2           | 0           | 2                  | 0                  | 0                  | 0                  |               |               |               |               |             |             |             |             | 29       | 0      | 2           | 0          |
| T. Nordberg        | 27          | 2           | 5           | 0           | 1                  | 0                  | 0                  | 0                  |               |               |               |               |             |             |             |             | 28       | 2      | 5           | 0          |
| A. Petersson       | 20          | 0           | 0           | 0           | 0                  | 0                  | 0                  | 0                  |               |               |               |               |             |             |             |             | 20       | 0      | 0           | 0          |
| S. Raaen Sandmæl   | 27          | 3           | 3           | 0           | 3                  | 0                  | 0                  | 0                  |               |               |               |               |             |             |             |             | 30       | 3      | 3           | 0          |
| P. Rønning         | 28          | 0           | 6           | 0           | 2                  | 0                  | 0                  | 0                  |               |               |               |               |             |             |             |             | 30       | 0      | 6           | 0          |
| O. Rygg            | 30          | -53         | 2           | 0           | 1                  | -7                 | 0                  | 0                  |               |               |               |               |             |             |             |             | 31       | -60    | 2           | 0          |
| A. Skeie           | 0           | 0           | 0           | 0           | 1                  | 0                  | 0                  | 0                  |               |               |               |               |             |             |             |             | 1        | 0      | 0           | 0          |
| E. Skeie           | 11          | 0           | 0           | 0           | 3                  | 0                  | 0                  | 0                  |               |               |               |               |             |             |             |             | 14       | 0      | 0           | 0          |
| J. Skov Kvam       | 0           | -0          | 0           | 0           | 1                  | -0                 | 0                  | 0                  |               |               |               |               |             |             |             |             | 1        | 0      | 0           | 0          |
| I. Sollie Rønning  | 4           | 0           | 0           | 0           | 2                  | 2                  | 0                  | 0                  |               |               |               |               |             |             |             |             | 6        | 2      | 0           | 0          |
| B. Sørmo           | 24          | 0           | 7           | 0           | 2                  | 0                  | 1                  | 0                  |               |               |               |               |             |             |             |             | 26       | 0      | 8           | 0          |
| D. Stensland       | 10          | 1           | 0           | 0           | 2                  | 0                  | 1                  | 0                  |               |               |               |               |             |             |             |             | 12       | 1      | 1           | 0          |
| B. Stokke          | 28          | 9           | 5           | 0           | 2                  | 3                  | 0                  | 0                  |               |               |               |               |             |             |             |             | 30       | 12     | 5           | 0          |
| J. Storevik        | 1           | -0          | 0           | 0           | -                  | -                  | -                  | -                  |               |               |               |               |             |             |             |             | 1        | 0      | 0           | 0          |
| F. Sunde           | 1           | 0           | 0           | 0           | 0                  | 0                  | 0                  | 0                  |               |               |               |               |             |             |             |             | 1        | 0      | 0           | 0          |